# Хоја
Хоја или воштани цвет (лат. Hoya carnosa) је вишегодишња врста биљака из истоименог рода (Hoya), која се често узгаја као собна биљка. Назив је добила по Енглезу Томасу Хоју, главном баштовану војводе Нортамберленда у Сион Хаусу у Мидлесексу, крајем 18. века. Због свог воштаног изгледа у народу је попримила назив воштани цвет. Воштани цвет карактеристичан је по звездастим белим цветовима са црвеном средином. У природи расте дуж друге биљке, што је уобичајено за пењачице.

## Опис биљке
је једна од најраспрострањенијих врста рода. Расту дуж стабала других биљака, а у кућном гајењу често се приљубљује за зид без вештачког подупирача. Може да достигне висину од преко 120 cm и ширину од 50 cm. Препознатљива је по месним јајоликим листовима дужине око 5 cm и ширине 2,5 cm. Звездолики цветови су најчешће у цвастима од по 15 цветова. Латице су боје меса са црвеном средином. Код одраслих биљки, чести су и безлисни изданци који могу и да нарасту преко 50 cm.
Хоја најчешће цвета током целог лета. У природном станишту главно цветање је у јуну, а понекад следи друго у септембру. Има слаб, али специфичан мирис. Из цветова цури медолика течност.

## Значај
Гаји се као украсна биљка. Није позната по лековитости, а не припада ни крмном биљу јер је отровна за стоку.

## Галерија
- као кућна биљка
- стабљика цваста, неколико година стара
- цваст
- појединачни цвет